# بفوتاکا (آتسینانانا)
بفوتاکا (به لاتین: Befotaka) یک منطقهٔ مسکونی در ماداگاسکار است که در آتسینانانا واقع شده‌است. بفوتاکا ۱۱٬۶۶۶ نفر جمعیت دارد و ۷۸۸ متر بالاتر از سطح دریا واقع شده‌است.